# Gheorghe Arsenescu
 (décembre 2017).
Gheorghe Arsenescu (né le 31 mai 1907 à Câmpulung (județ d'Argeș), mort le 29 mai 1962 à la prison Jilava de Bucarest) est un militaire roumain (lieutenant-colonel), qui dans la période qui a suivi la Seconde Guerre mondiale a commandé un groupe de partisans anticommunistes Haiducii Muscelului, ce qui signifie en roumain « les hors-la-loi de Muscel ».

## Biographie
Sorti du lycée Dinicu Golescu à Câmpulung, il entra en 1924 dans une école militaire. Il servit dans la 20e division de montagne, atteignant la fonction de chef de la direction des opérations dans la direction de la division. Il se battit contre l'Armée rouge sur le front oriental. En 1942, il fut blessé en Crimée et décoré de l'Ordre du Steaua României et d’une médaille allemande. Après sa guérison, il devint président d'une commission militaire de district dans le district de Muscel en Roumanie. En mars 1947 il quitta l'armée avec le grade de lieutenant-colonel. Pendant l’hiver 1948 il constitua dans la région Câmpulung-Dragoslavele, dans la partie sud des montagnes de Făgăraș, un groupe de quelques dizaines de partisans anticommunistes qui comptait notamment dans ses rangs Elisabeta Rizea, qui devint un symbole de la résistance anticommuniste. En août de cette année il le quitta et se rendit à Bucarest. Là, en janvier 1949 il rencontra le lieutenant Toma Arnăuţoiu, avec lequel en mars de la même année il vint au village de Nucșoara, organisant un groupe de partisans de 16 personnes sous le nom de Haiducii Muscelului. Le 1er février 1961, il fut capturé par les sbires de la Securitate. Après une enquête pleine de brutalités il fut condamné à la peine capitale et exécuté le 29 mai 1962 dans la prison de Jilava à Bucarest.